# NGC 7330
NGC 7330 é uma galáxia elíptica (E) localizada na direcção da constelação de Lacerta. Possui uma declinação de +38° 32' 53" e uma ascensão recta de 22 horas, 36 minutos e 56,1 segundos.
A galáxia NGC 7330 foi descoberta em 26 de Julho de 1870 por Édouard Jean-Marie Stephan.